# Byblis serrata
Byblis serrata är en kräftdjursart som beskrevs av Sidney Irving Smith 1873. Byblis serrata ingår i släktet Byblis och familjen Ampeliscidae. Inga underarter finns listade i Catalogue of Life.